# Laguna Sacnab
Laguna Sacnab är en sjö i Guatemala.   Den ligger i departementet Petén, i den nordöstra delen av landet, 290 km norr om huvudstaden Guatemala City. Laguna Sacnab ligger 178 meter över havet. Omgivningarna runt Laguna Sacnab är en mosaik av jordbruksmark och naturlig växtlighet.